# Hans-Wolfgang Reinhard
Hans-Wolfgang Reinhard (Hohenstein, 11 dicembre 1888 – Karlsruhe, 18 gennaio 1950) è stato un generale tedesco della Wehrmacht durante la seconda guerra mondiale.

## Biografia
Reinhard prestò servizio come ufficiale nella prima guerra mondiale. Dopo la fine della guerra passò al Reichswehr e divenne comandante del 3º battaglione del 10º reggimento di fanteria di stanza a Dresda.
Passato alla Wehrmacht, nel novembre del 1937 raggiunse il grado di maggiore generale ed ottenne la direzione della 35ª divisione di fanteria. All'inizio della seconda guerra mondiale, nel settembre del 1939, guidò la sua divisione nell'Alto Reno e nel maggio/giugno del 1940 fu impegnato nella campagna sul fronte occidentale in Francia come parte della 12ª armata. Il 1º novembre 1940 venne promosso al grado di generale della fanteria e ricevette quindi il comando del XXV corpo d'armata in quello stesso mese, formazione con la quale prese parte alla campagna dei Balcani come parte della II armata, nell'aprile del 1941.
Durante l'operazione Barbarossa, guidò il LI corpo d'armata dal luglio 1941 come parte della VI armata durante l'attacco a Kiev (settembre 1941) e nella primavera del 1942 durante la battaglia di Kharkov. Dal giugno del 1942 al dicembre del 1944, assunse la guida della LXXXVIII corpo d'armata nei Paesi Bassi. Nel maggio del 1945 venne catturato dagli americani e posto nel campo di prigionia di Pilsen.